# 테러리스트 (드라마)
《테러리스트》는 문화방송 특집드라마이다.

## 출연진
- 김기일
- 문성근
- 박병호
- 송용태
- 정한용

제작진
극본 곽인행